# Prosymna pitmani
Espèce
Statut de conservation UICN

 LC  : Préoccupation mineure
Prosymna pitmani est une espèce de serpents de la famille des Lamprophiidae.

## Répartition
Cette espèce se rencontre au Malawi et au sud-est de la Tanzanie.

## Étymologie
Cette espèce est nommée en l'honneur de Charles Robert Senhouse Pitman.

## Publication originale
- Battersby, 1951 : Description of a new species of snake Prosymna pitmani, sp. n., from Tanganyika Territory and notes on the genus. Annals and magazine of natural history, ser. 12, vol. 4, p. 828-829.